# Marinmuseet i Varberg

Marinmuseet i Varberg (tidigare Hamnmuseet) är ett museum beläget i Trönningenäs, omkring 9 km vägavstånd från centrala Varberg.
Båt- och motorentusiasten Bo Oskarsson har här enligt fackpress[källa behövs] skapat "ett museum av bästa slag". Dokumentationen av Svenska Amerika Linien har särskilt uppmärksammats och lär vara den största i världen.
Erik-Wilhelm Graef Behm i Loggen Magazine skriver i oktober 2009: "Ett sevärt museum som genom sina omfattande samlingar av SAL (Svenska Amerika Linien) liksom av utombordare torde vara unikt i sitt slag".